# Kirstin Breitenfellner
Kirstin Breitenfellner (* 26. September 1966 in Wien) ist eine österreichisch-deutsche Autorin, Journalistin und Literaturkritikerin.

## Leben und Werk
Kirstin Breitenfellner wuchs in Wien, Kufstein in Tirol und seit 1972 in Bensheim an der Bergstraße auf. Nach dem Studium der Germanistik, Philosophie und Slawistik an der Universität Heidelberg und der Universität Wien arbeitete sie zunächst als Lektorin und Korrektorin bei Zeitschriften und beim Falter Buchverlag.
1994 begann sie, Lyrik in Zeitschriften zu veröffentlichen. 2004 erschien ihr erster Roman, Der Liebhaberreflex, der zum Europäischen Festival des Debütromans nach Salzau/Schleswig-Holstein eingeladen wurde. Ihren Romanen liegen stets philosophische Fragen zugrunde. In Der Liebhaberreflex  geht es um die Hoffnung, in Falsche Fragen (2006) um die Freiheit und in Die Überwindung des Möglichen (2012) u. a. um das Bildermachen.
Seit 2012 schreibt sie auch Kinderbücher. 2013 erschien ihr erstes populäres Sachbuch Wir Opfer. Warum der Sündenbock unsere Kultur bestimmt, ein philosophischer, kulturgeschichtlicher und medienkritischer Debattenbeitrag.
Neben ihrer schriftstellerischen Tätigkeit arbeitet sie seit 1993 als Yogalehrerin und seit 2007 auch in der Yogalehrerausbildung.
Kirstin Breitenfellner ist verheiratet und Mutter zweier Kinder; sie lebt und arbeitet in Wien.

## Publikationen
Belletristik
- Gedichte ohne ich. Sonette. Limbus Verlag, Innsbruck 2024, ISBN 978-3-99039-249-2.
- Maria malt. Roman. Picus Verlag, Wien 2022, ISBN 978-3-7117-2130-3.
- Gemütsstörungen. Sonette. Limbus Verlag, Innsbruck 2020, ISBN 978-3-99039-189-1.
- Bevor die Welt unterging. Roman. Picus Verlag, Wien 2017, ISBN 978-3-7117-2053-5.
- reger reigen. Gedichte, Passagen Verlag, Wien 2017, ISBN 978-3-7092-0249-4.
- Die Überwindung des Möglichen. Roman, Edition Voss/Horlemann Verlag, Berlin 2012, ISBN 978-3-89502-336-1.
- Falsche Fragen. Roman, Skarabaeus Verlag, Innsbruck 2006, ISBN 978-3-7082-3210-2.
- das ohr klingt nur vom horchen. Gedichte, Skarabaeus Verlag, Innsbruck 2005, ISBN 3-7082-3182-1.
- Der Liebhaberreflex. Roman, Skarabaeus Verlag, Innsbruck 2004, ISBN 3-7082-3150-3.[1]

Kinderbücher
- Das Geheimnis der Schnee-Eule (Illustrationen von Bianca Tschaikner), Picus Verlag, Wien 2018, ISBN 978-3-7117-4004-5.
- Lisa und Lila dürfen bleiben (Illustrationen von Mathias Nemec), Picus Verlag, Wien 2016, ISBN 978-3-85452-184-6.
- Robbe Emma haut ab (Illustrationen von Mats Bergen), Edition Atelier, Wien 2012, ISBN 978-3-902498-62-5.
- Das Echo des Fischs heißt Schiff (Illustrationen von Raoul Krischanitz), Picus Verlag, Wien 2012, ISBN 978-3-85452-165-5.

Sachbücher
- Was ist Yoga?, Falter Verlag, Wien 2019, ISBN 978-3-85439-663-5.
- Wie können wir über Opfer reden?, Passagen Verlag, Wien 2018, ISBN 978-3-7092-0335-4.
- Wir Opfer. Warum der Sündenbock unsere Kultur bestimmt. Diederichs Verlag, München 2013, ISBN 978-3-424-35085-2.
- Lavaters Schatten. Physiognomie und Charakter bei Ganghofer, Fontane und Döblin. Mit einem Exkurs über den Verbrecher als literarische Gestalt. Dresden University Press, Dresden/München 2000, ISBN 3-931828-51-4.

## Herausgabe
- Wie ein Monster entsteht. Zur Konstruktion des anderen in Rassismus und Antisemitismus, gemeinsam mit Charlotte Kohn-Ley. Philo Verlag, Bodenheim 1998

## Übersetzung
- Vera Zubareva, Über Engel. Gedichte, zweisprachige Ausgabe, Pano Verlag, Zürich 2003

## Auszeichnungen
- 2003: Autorinnenstipendium der Stadt Wien für den Roman Der Liebhaberreflex
- 2004: Auszeichnung in der Kategorie Bestes ausländisches Buch/Beste Übersetzung auf der Buchmesse in Odessa für die Übersetzung des Gedichtzyklus Über Engel von Vera Zubareva aus dem Russischen
- 2004: Autorenprämie des Bundeskanzleramts für besonders gelungene Debüts bzw. besonders talentierte jüngere österreichische AutorInnen im Bereich Belletristik
- 2005: Buchprämie des Bundeskanzleramts für den Gedichtband das ohr klingt nur vom horchen
- 2006: Österreichisches Staatsstipendium Literatur